# Jak Irlandczycy ocalili cywilizację
Jak Irlandczycy ocalili cywilizację. Nieznana historia heroicznej roli Irlandii w dziejach Europy po upadku Cesarstwa Rzymskiego (ang. How The Irish Saved Civilization: The Untold Story of Ireland's Heroic Role from the Fall of Rome to the Rise of Medieval Europe) – książka Thomasa Cahilla, wydana w 1996 roku przez wydawnictwo Nan A. Talese/Doubleday. W Polsce ukazała się w 1999 roku nakładem poznańskiego wydawnictwa Media Rodzina.
W swojej pracy Cahill zwraca uwagę na szczególną rolę Irlandczyków, dzięki którym dorobek cywilizacji antycznej przetrwał upadek cesarstwa rzymskiego i okres dominacji plemion barbarzyńskich.